# 1265 Schweikarda
1265 Schweikarda eller 1911 MV är en asteroid i huvudbältet, som upptäcktes 18 oktober 1911 av den tyske astronomen Franz H. Kaiser i Heidelberg. Den är uppkallade efter upptäckarens mors flicknamn, Schweikard.
Asteroiden har en diameter på ungefär 19 kilometer och den tillhör asteroidgruppen Eos.